# 图尔韦兰迪亚
图尔韦兰迪亚是巴西戈亚斯州的一个市镇。总面积934.26平方公里，总人口4327人，人口密度4.6人/平方公里。